# Chironomus fujiquartus
Chironomus fujiquartus är en tvåvingeart som beskrevs av Sasa 1985. Chironomus fujiquartus ingår i släktet Chironomus och familjen fjädermyggor. Inga underarter finns listade i Catalogue of Life.